# ماهیچه خیاطه
ماهیچهٔ خیاطه، ماهیچه دوزندگان یا عضلهٔ سارتوریوس (Sartorius muscle) طولانی‌ترین ماهیچه در بدن انسان است. خیاطه یک عضله بلند، نازک و سطحی است که در قسمت قدامی در طول ران قرار دارد. این ماهیچه از خار خاصره قدامی فوقانی استخوان لگن شروع شده به ابتدای استخوان درشت‌نی متصل می‌شود. نام این ماهیچه از درگیر بودن این ماهیچه در حالت چهارزانو نشستن خیاطان گرفته شده‌است.
ماهیچه خیاطه ابتدا جلوی ران (ضلع خارجی مثلث رانی) و سپس داخل ران (سقف مجرای ادکتور) حرکت کرده و نهایتاً به قسمت فوقانی سطح داخلی درشت‌نی (تیبیا) در ناحیه پنجه غازی (پس‌آنسرینوس) اتصال می‌یابد. در قسمت فوقانی سطح داخلی درشت‌نی سه ماهیچه به صورت پنجه غاز از جلو به عقب اتصال دارد که عبارتند از: ۱- خیاطه ۲– عضله نواری ۳– ماهیچه نیم‌وتری. 
عصب‌دهی ماهیچه خیاطه از شاخه قدامی عصب رانی (فمورال) می‌باشد. کارکرد آن خم کردن زانو و استخوان بی‌نام (هیپ) و چرخش کناری (لترال روتاسیون) ران و چرخش داخلی (مدیال روتاسیون) ساق است. خیاطه ابداکتور ضعیف مفصل ران است.

## ساختار
ماهیچهٔ خیاطه از خار تهیگاهی بالایی پیشین و بخشی از شکاف بین خار تهیگاهی قدامی بالایی و خار تهیگاهی قدامی پایینی منشأ می‌گیرد. ماهیچه دوزندگان به‌طور مایل در قسمت فوقانی و قدامی ران در جهت زیرداخلی (اینفرومدیال) می‌گذرد. از پشت کوندیل درونی استخوان ران می‌گذرد تا به زردپی (تاندون) ختم شود. این زردپی به سمت قدامی خمیده می‌شود تا به تاندون‌های ماهیچه‌های ماهیچه نواری (گراسیلیس) و ماهیچه نیم‌وتری در پنجه غازی (پس‌آنسرینوس) بپیوندد، جایی که به سطح فوق داخلی درشت‌نی وارد می‌شود.
قسمت بالایی ماهیچه خیاطه مرز جانبی مثلث رانی را تشکیل می‌دهد و نقطه‌ای که از ماهیچه نزدیک‌کننده دراز (اداکتور لونگوس) عبور می‌کند، راس مثلث را مشخص می‌کند. در عمق خیاطه و نیام آن کانال اداکتور قرار دارد که از آن عصب صافن، سیاهرگ رانی و سرخرگ رانی (فمورال) و عصبی که به ماهیچه پهن میانی (واستوس مدیلیس) می‌رود، عبور می‌کند.

### عصب‌دهی
مانند سایر ماهیچه‌ها در قسمت قدامی ران، خیاطه توسط عصب رانی عصب‌دهی می‌شود.

### گونه‌ها
در برخی افراد ماهیچه خیاطه ممکن است از انتهای بیرونی رباط کشاله ران (رباط اینگوینال)، بریدگی استخوان تهیگاهی (ایلیوم)، خط تهیگاهی‌شانه‌ای (ایلیوپکتینال) یا استخوان شرمگاهی (پوبیس) منشأ بگیرد.
این ماهیچه همچنین ممکن است به دو قسمت تقسیم شود و یک قسمت ممکن است در نیام پهن (فاسیا لاتا)، استخوان ران، رباط کشکک یا زردپی ماهیچه نیم‌وتری (تاندینوزوس) قرار گیرد.
زردپی درج‌شونده ممکن است به نیام پهن، کپسول مفصل زانو یا فاسیای ساق پا ختم شود.
ماهیچه دوزندگان ممکن است در برخی افراد وجود نداشته باشد.

## کارکرد

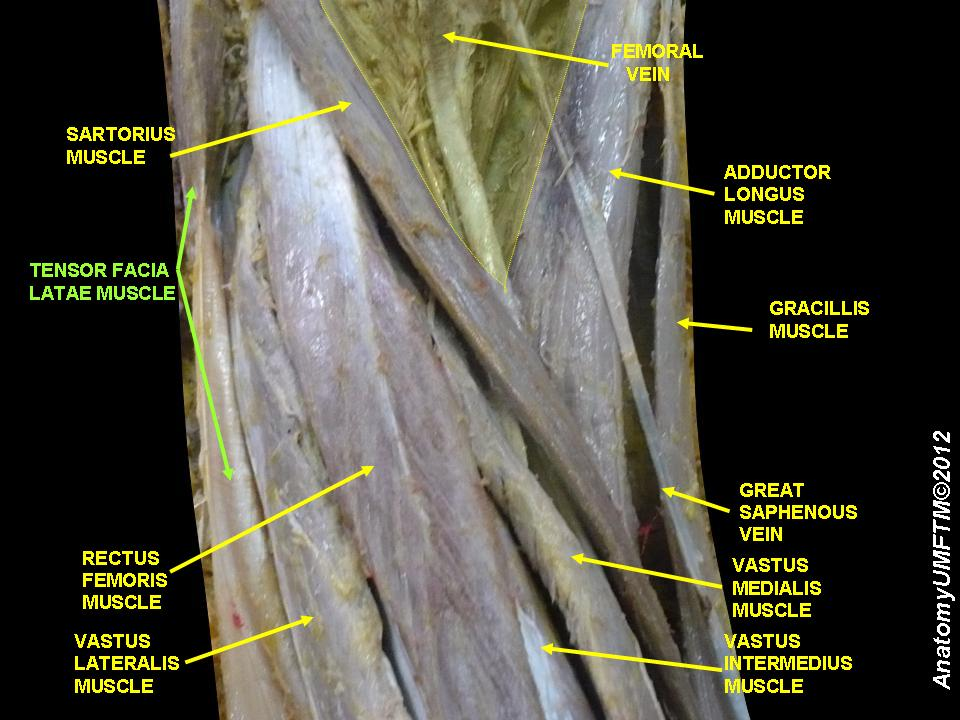
تشریح آناتومی

ماهیچه خیاطه می‌تواند مفصل ران و مفصل زانو را حرکت دهد، اما تمام اعمال آن ضعیف است و آن را به یک ماهیچه هم‌افزایی تبدیل می‌کند. در ناحیه ران، می‌تواند خم شود، ضعیف ربایش (ابداکت) کند و استخوان ران را به سمت جانبی بچرخاند. در زانو، می‌تواند پا را خم کند. هنگامی که زانو خم می‌شود، خیاطه پا را به صورت داخلی می‌چرخاند. هنگامی که چهارزانو می‌نشینیم هر چهار عمل ماهیچه دوزندگان درگیر کار می‌شوند.

## اهمیت بالینی
یکی از شرایطی که می‌تواند استفاده از خیاطه را مختل کند بورسیت پنجه غازی است که یک بیماری التهابی در بخش داخلی زانو است. این وضعیت معمولاً در ورزشکاران به دلیل استفاده بیش از حد رخ می‌دهد و با درد، تورم و حساسیت همراه است. پنجه غازی زردپی‌های ماهیچه‌های ماهیچه نواری (گراسیلیس)، خیاطه و نیم‌وتری (سمی‌تندینوسوس) را درگیر می‌کند. این زردپی‌ها به درشت‌نی پروگزیمال قدامی میانی متصل می‌شوند. هنگامی که التهاب بورس‌های زیر تاندون‌ها رخ می‌دهد، آنها از سر استخوان درشت‌نی جدا می‌شوند.

## تاریخچه
نام خیاطه ترجمه‌ای از sartorius لاتین است که خود از sartor به معنای خیاط گرفته شده‌است و گاهی به آن ماهیچه دوزندگان نیز می‌گویند. این نام با توجه به وضعیت چهارپایی که زمانی خیاطان در آن می‌نشستند انتخاب شده‌است. در زبان فرانسه، نام خود عضله "couturier" از این موقعیت خاص می‌آید که به آن "نشستن به عنوان خیاط" (در فرانسوی: "s'asseoir en tailleur") گفته می‌شود. فرضیه‌های دیگری در مورد ریشه این نام وجود دارد. یکی این است که به محل قسمت تحتانی عضله اشاره دارد که "درز" یا ناحیه داخلی ران است که خیاط‌ها معمولاً هنگام پوشیدن شلوار اندازه می‌گیرند. مورد دیگر این است که ماهیچه شباهت زیادی به روبان خیاط دارد. علاوه بر این، چرخ خیاطی‌های عتیقه نیاز به پدال زدن مداوم متقابل داشتند.

## نگارخانه

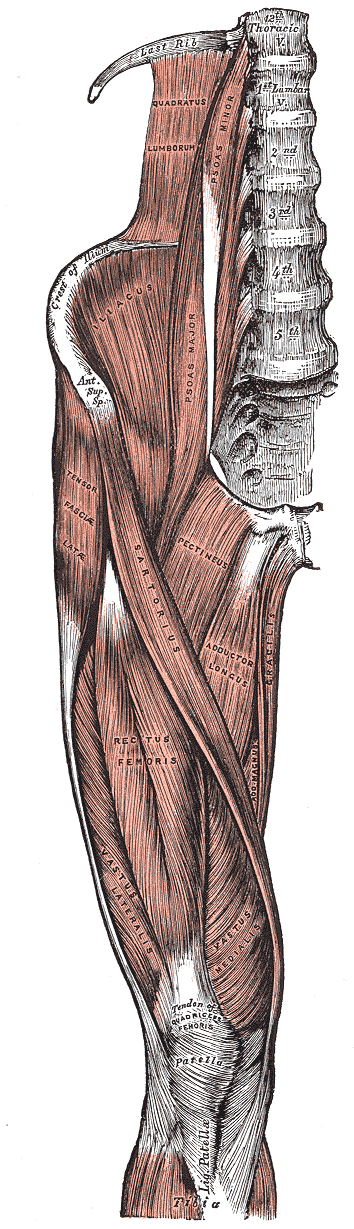
ماهیچه‌های ناحیه تهیگاهی و ناحیه‌های رانی پیشین.
برشگاهی از وسط ران.
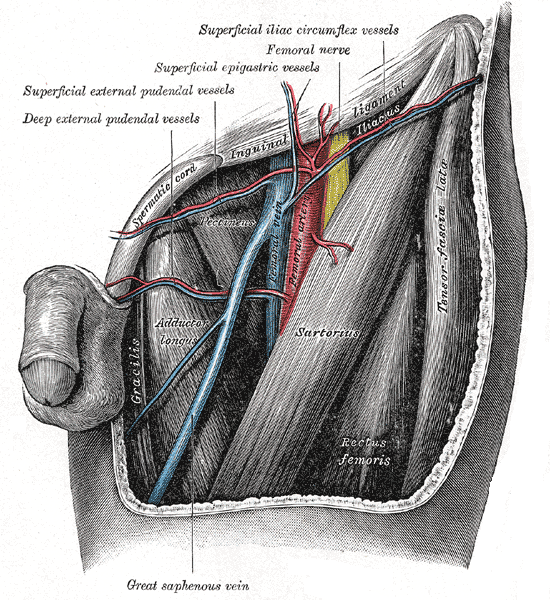
مثلث رانی چپ.
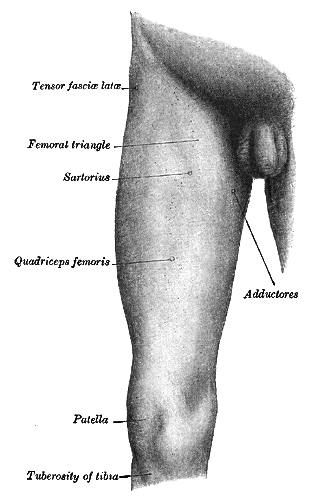
نمای جلویی و داخلی ران راست.
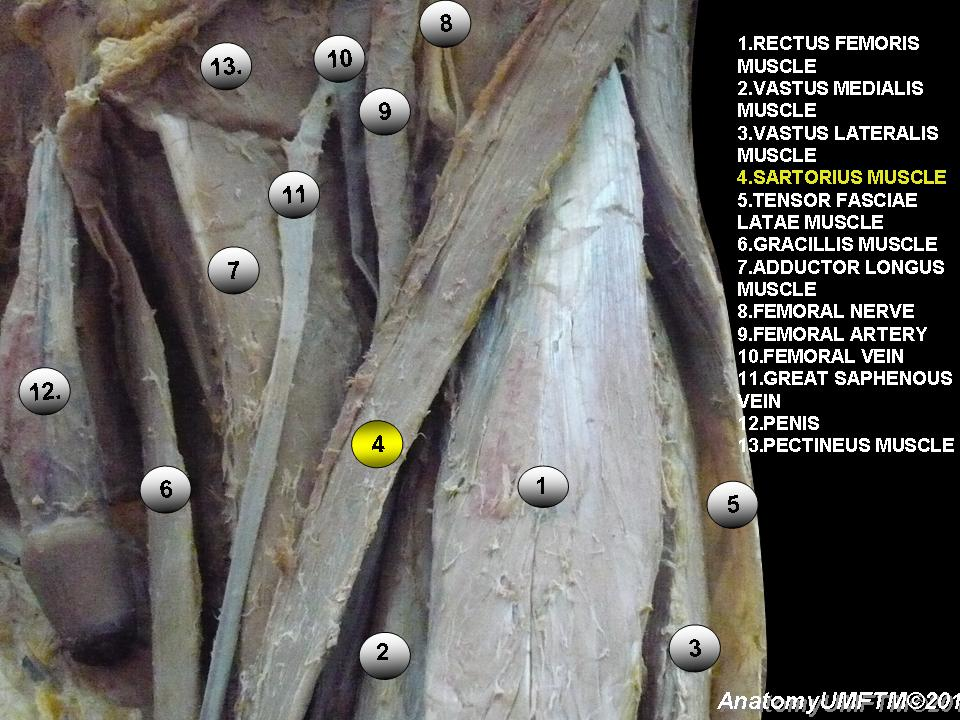
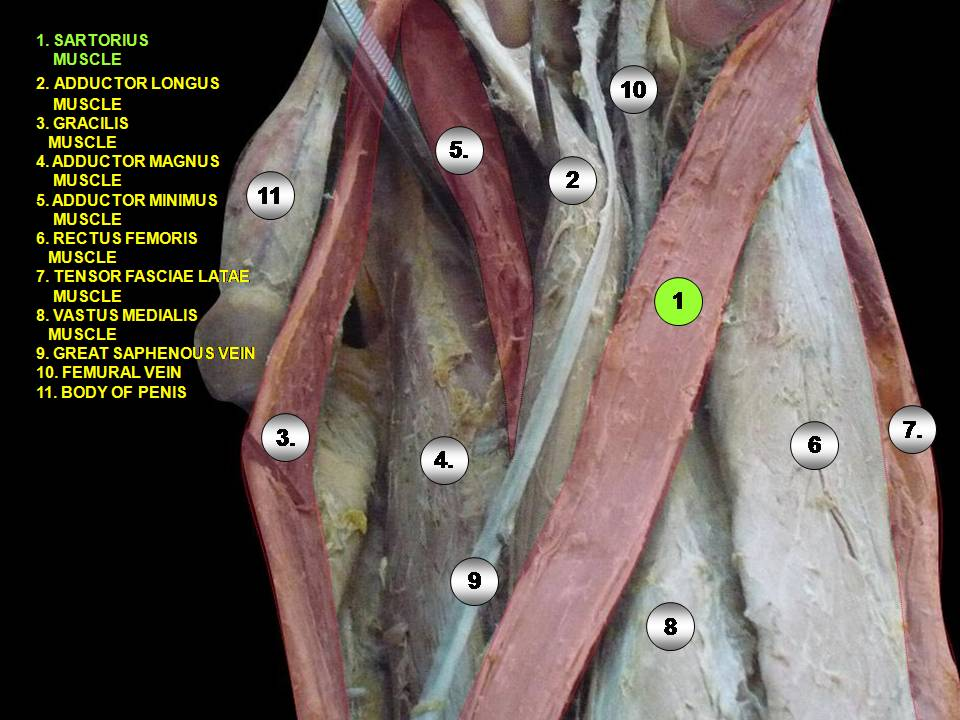
ماهیچه خیاطه
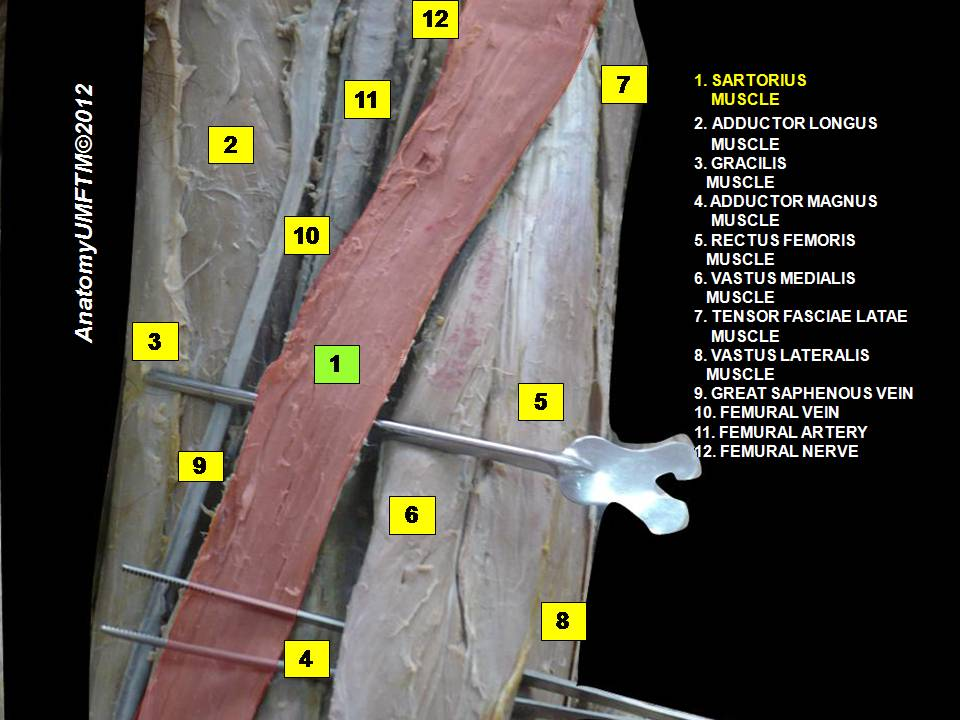
ماهیچه خیاطه
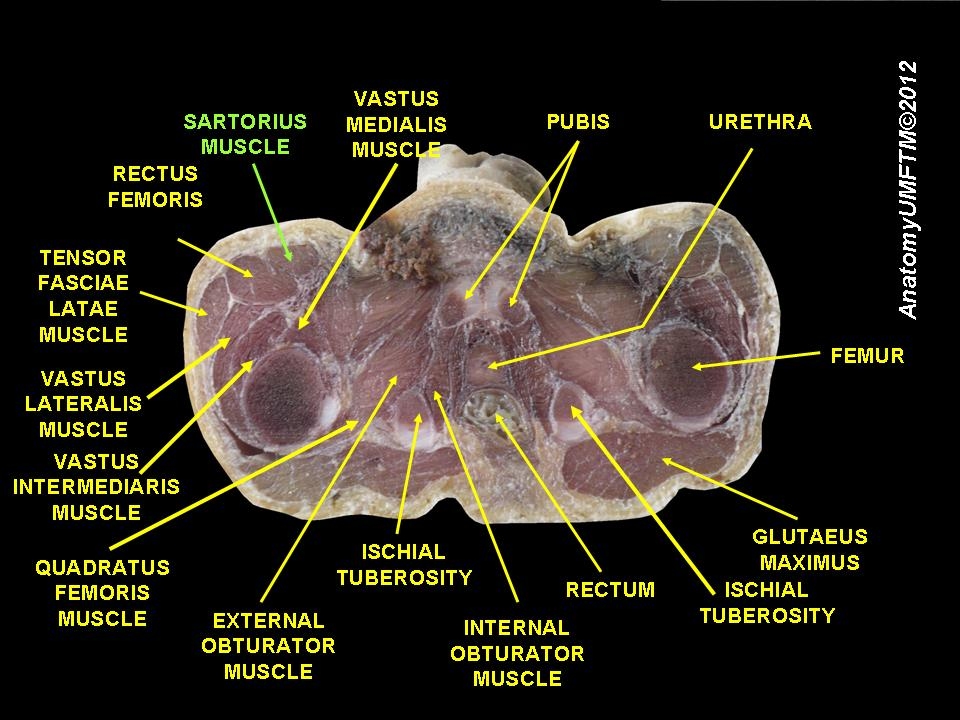
ماهیچه خیاطه
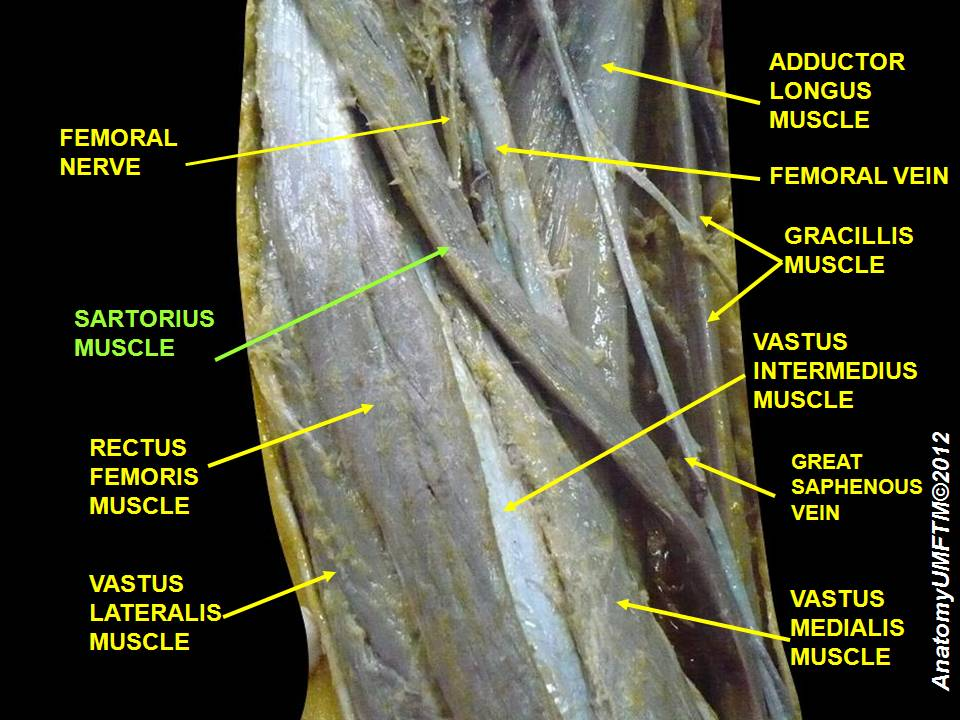
ماهیچه خیاطه
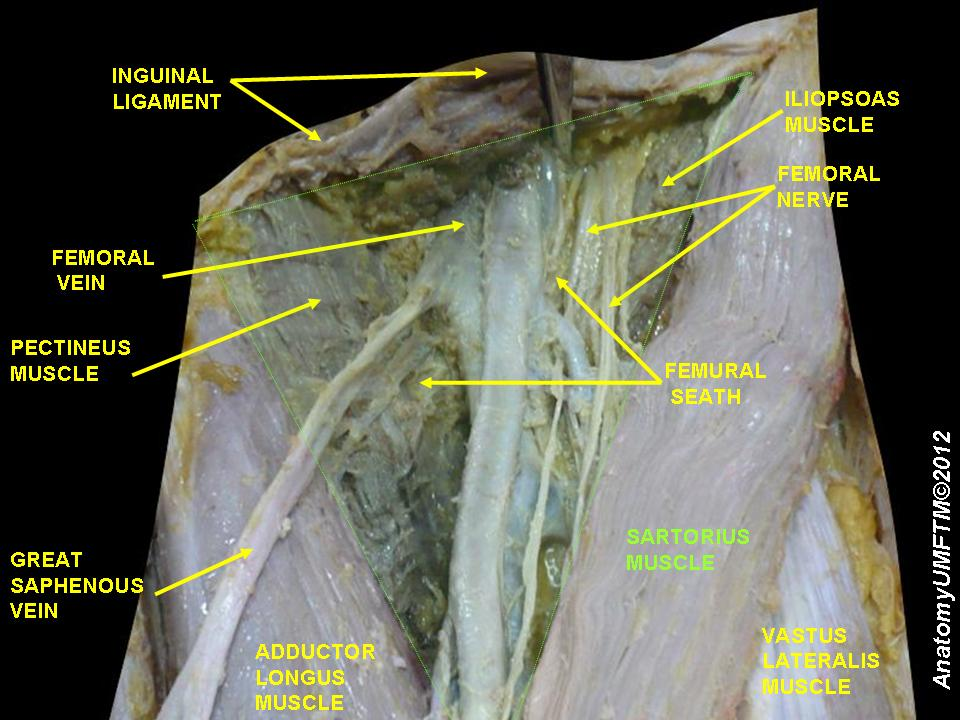
ماهیچه خیاطه
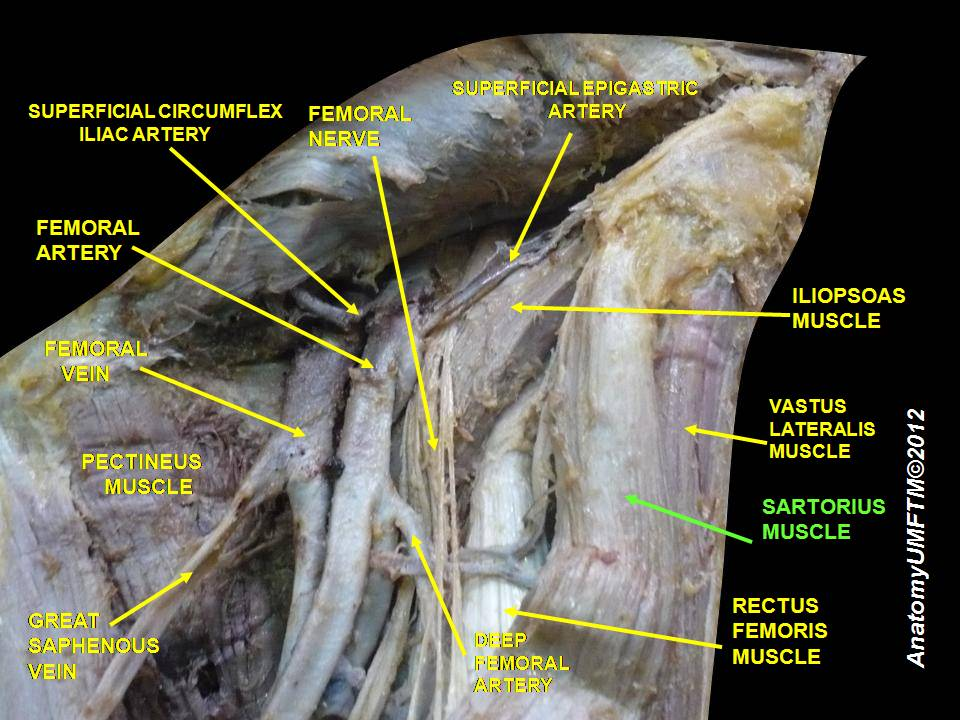
ماهیچه خیاطه